# Haiti
Haiti vagy hivatalosan Haiti Köztársaság (francia: République d'Haïti ; haiti kreol: Repiblik d Ayiti) a Karib-térség egyik országa, Hispaniola sziget nyugati harmadán fekszik, a keleti felén lévő Dominikai Köztársaság az egyetlen szárazföldi szomszédja.
Lakossága szinte teljes egészében afrikai rabszolgák leszármazottaiból tevődik össze. 1804-ben nyert függetlenséget Franciaországtól, így az Egyesült Államok után Amerika második országa volt, amely megszabadult a gyarmati uralom alól. Az azóta eltelt bő két évszázad során azonban gazdasági, politikai és társadalmi nehézség, valamint számos természeti katasztrófa sújtotta, és az egymást követő katonai diktatúrák tönkretették az ország gazdaságát, így ma egész Amerika legszegényebb állama.
Az ország 2004-ben puccsot élt át, amely ENSZ-beavatkozást eredményezett, majd 2010-ben egy katasztrofális földrengés következett, amely több mint 200 ezer ember halálát okozta, és utána egy kolerajárvány is kitört.
2021 nyarán Jovenel Moïse elnököt meggyilkolták, majd egy hónappal később újabb hatalmas földrengés következett be.
Haiti a 2020-as évek elején megnövekedett társadalmi-gazdasági és politikai válságot él át. Széles körben elterjedt bűnözés, kiterjedt bandaaktivitás, éhség, a fogyasztási cikkek és az üzemanyag hiánya jellemzi. Az országot a fegyveres bűnözők uralják, a kormány elvesztette képességét az állam irányítására. Az erőszak eluralkodása miatt rengeteg ember kényszerül otthona elhagyására. A bűnözés szintjén globálisan is az egyik legveszélyesebb ország.

## Etimológia
Neve az őslakos taino nyelvből származik, jelentése hegyekkel borított; amely eredetileg valószínűleg az egész sziget neve lehetett.

## Földrajz

Haiti domborzati térképe

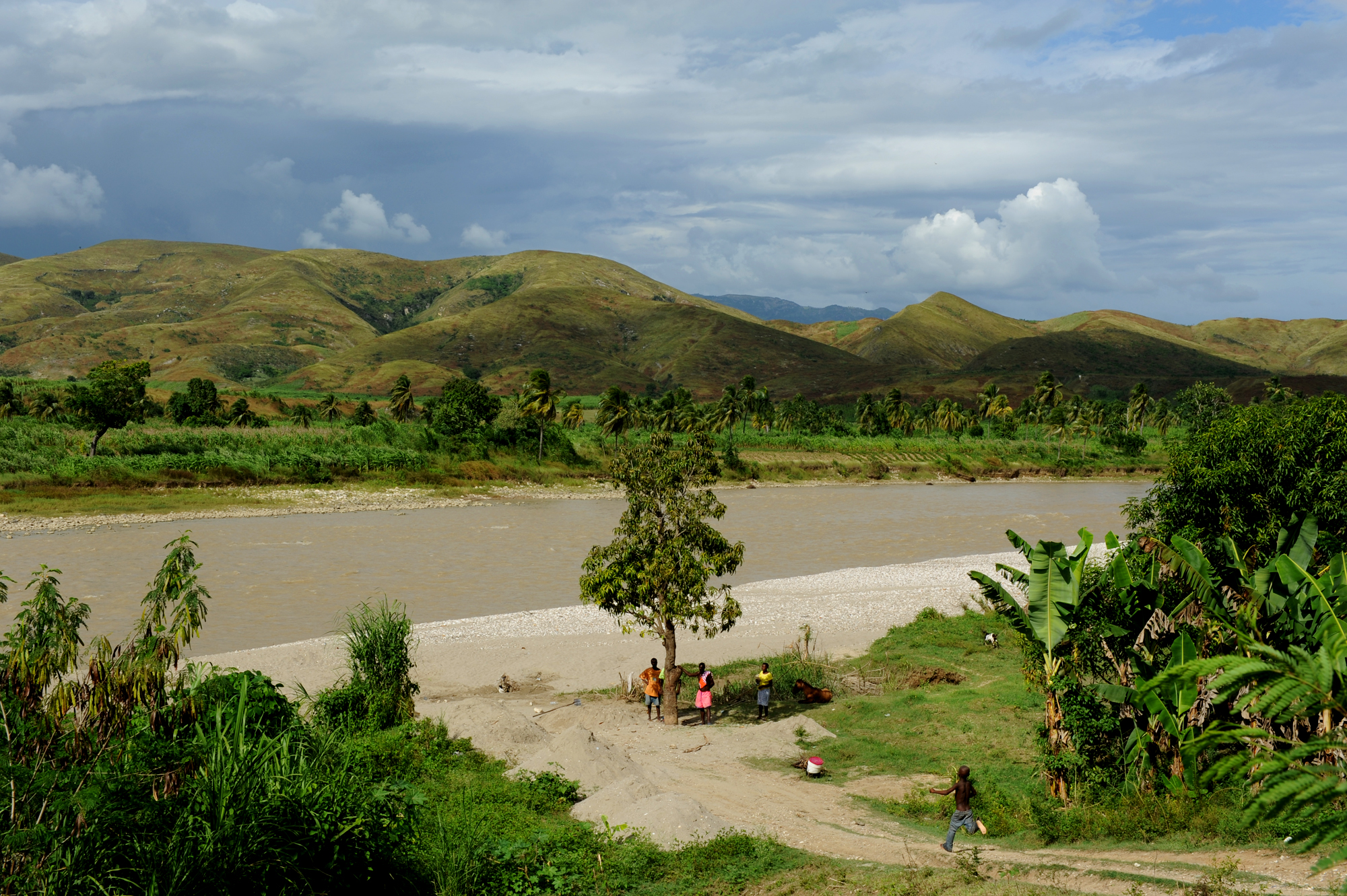
Az Artibonite folyó (2010-ben)

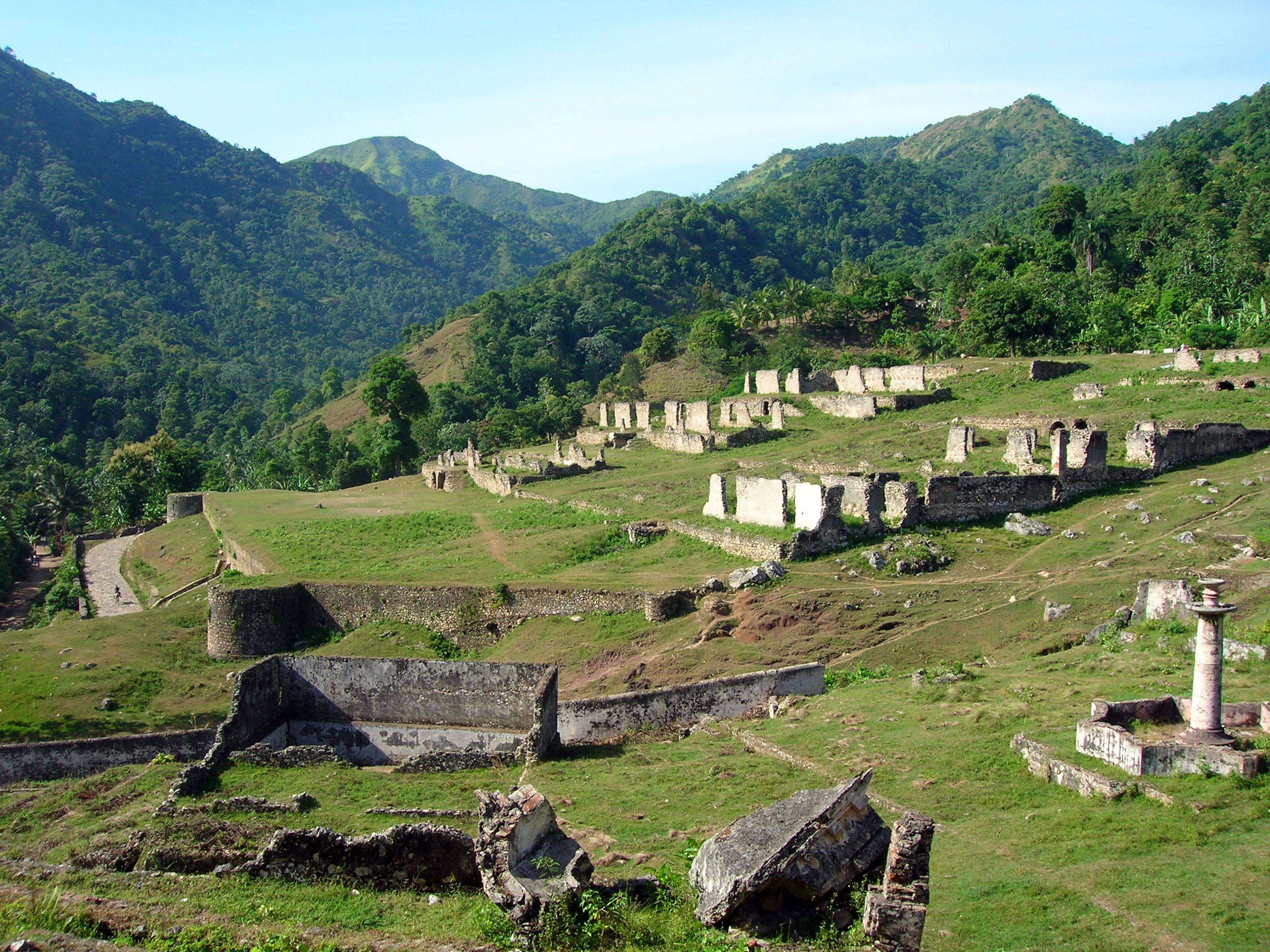
Tájkép az ország északi részén, Milot mellett

A terület két tektonikus lemez között fekszik: északra az észak-amerikai, délre a karibi lemez található, így különösen érzékeny a földrengésekre.

### Domborzata
A Hispaniola sziget nyugati harmadán és néhány partközeli szigeten elterülő közép-amerikai ország északi és déli részét hegységek uralják. Az ország középső részén hegyek és dombságok, illetve hegyközi síkságok találhatóak. A partvidéket termékeny síkságok övezik. Legmagasabb pontja: Chaîne de la Selle, 2764 méter.

### Vízrajza
A területén számos folyó van, mint például az Artibonite, a Rivière Blanche, a Rivière Grise vagy a Rivière Guayamouc.
Található néhány jelentősebb méretű tava is, mint például a Trou Caïman, az Étang Saumâtre vagy a Lac de Miragoâne.

### Szigetek
Haiti területén van néhány sziget és egy szigetcsoport, nevezetesen:
- La Gonâve;
- l'Isle Cacique;
- l'île de la Tortue;
- Les Cayemites ;
- l'Île-à-Vache.

Az ország körbeöleli a Gonâve-öblöt, amely a legnagyobb szigetet foglalja magába, annak is Gonâve a neve.
Az ország északi partja előtt fekszik Tortuga (Tortue), amelynek neve kalóztörténetekből lehet ismerős.

### Éghajlata

Köppen éghajlati osztályozása (angol nyelvű)

Trópusi éghajlat, a passzátszél befolyása alatt. A Köppen osztályozás szerint trópusi szavanna éghajlat típusú. Az éves átlaghőmérséklet 25 és 30 °C között változik. Két nagyon különböző évszakból áll, egy száraz évszak, amely novembertől márciusig tart, és egy esős évszak, amely áprilistól októberig tart. Júniustól november végéig hurrikán szezon van.
A Jacmel, Leogâne vagy Port-au-Prince településeken tapasztalt trópusi szavanna klímán kívül a következőket figyelhetjük meg:
- félszáraz klíma (Saint-Marc, Les Gonaives );
- nedves szubtrópusi éghajlat (Bois Paul, Seguin);
- trópusi monszun éghajlat (Cap-Haitien, Limonade);
- óceáni éghajlat (Ternette, Carrefour Beraque).

A Selle-hegységben a csapadék 2000 mm körüli, ami egyben az ország legnedvesebb része.
A csapadékmennyiség 1980 óta csökken, de amikor mégis van, gyakran brutálissá válik, és halálos áradásokat okoz. A trópusi viharok gyakran okoznak súlyos károkat. Nemcsak a szél közvetlen hatása pusztít, hanem a következményként fellépő árvizek és földcsuszamlások is.
Egyes hegyvidéki medencék éghajlata annyira száraz, hogy félsivatagi körülmények alakulnak ki.

### Élővilág, természetvédelem

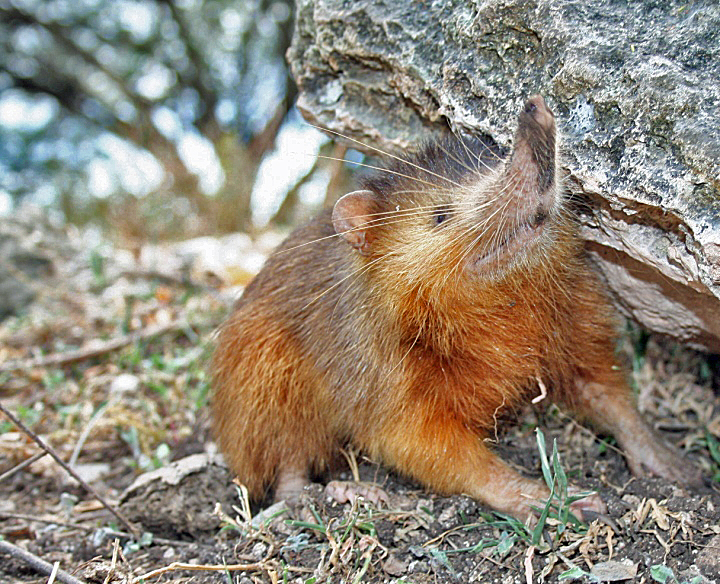
Haiti patkányvakond (Solenodon paradoxus)

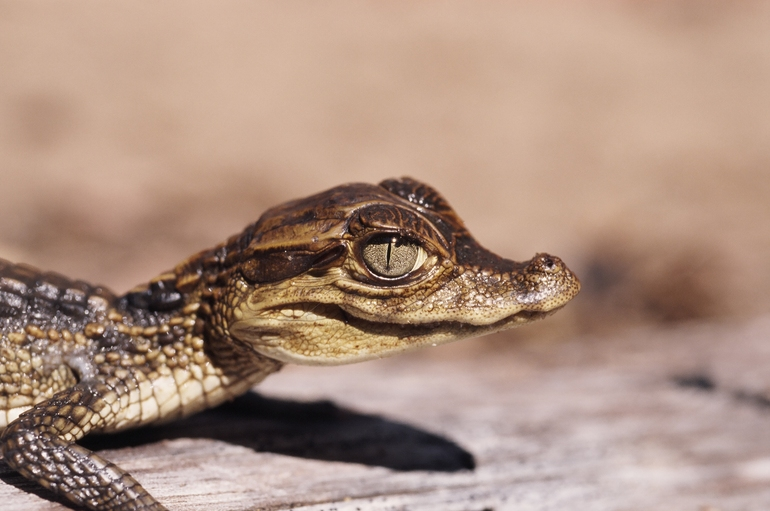
Fiatal hegyesorrú krokodil

A lakosság fő tüzelőanyaga a faszén. A szénégetés miatt, meg más okok következtében, alig maradt mára az eredeti erdőkből valami. Gyors erdőirtása a gyarmati időszakban kezdődött, amikor a kávét elkezdték termeszteni. De még az 1960-as években az erdői az ország 60%-át fedték le, ez a legfrissebb környezeti elemzés (2010-es évek) szerint azonban a felére csökkent. Más források még ennél jóval kevesebbre becsülik az erdős területét.
A hegyek lecsupaszítását talajerózió követte. Azóta hirtelen fellépő heves árvizek pusztítják a mezőgazdasági területeket és a lakosságot. A talajerózió egyben csökkenti a föld termékenységét és végül elsivatagosodáshoz vezet, amelyek mind növelik az élővilágra és az emberekre nehezedő nyomást. Az újraerdősítés érdekében hozott intézkedések eddig kevés eredményt hoztak.
A túlnépesedés és az alacsony életszínvonal nem elegendő ivóvízkészlethez és a szennyvízelvezetés hiányához is vezet.

#### Nemzeti parkjai
Az eredeti természeti környezetet őrzik:
- Reserve De La Foret Des Pins
- La Visite Nemzeti Park – Port-au-Prince közelében hegyvidék. A fenyvesek mára a nagy magasságokra korlátozódnak, az egész védett területet fenyegeti az emberi tevékenység.
- Pic Macaya Nemzeti Park – a déli félsziget hegyvidékén egy valóban gazdag élővilágú terület.

#### Természeti világörökségei
2020 táján Haitiban nincs olyan táj, amelyet az UNESCO természeti világörökségként tartana számon.

## Történelme

### Spanyol gyarmat

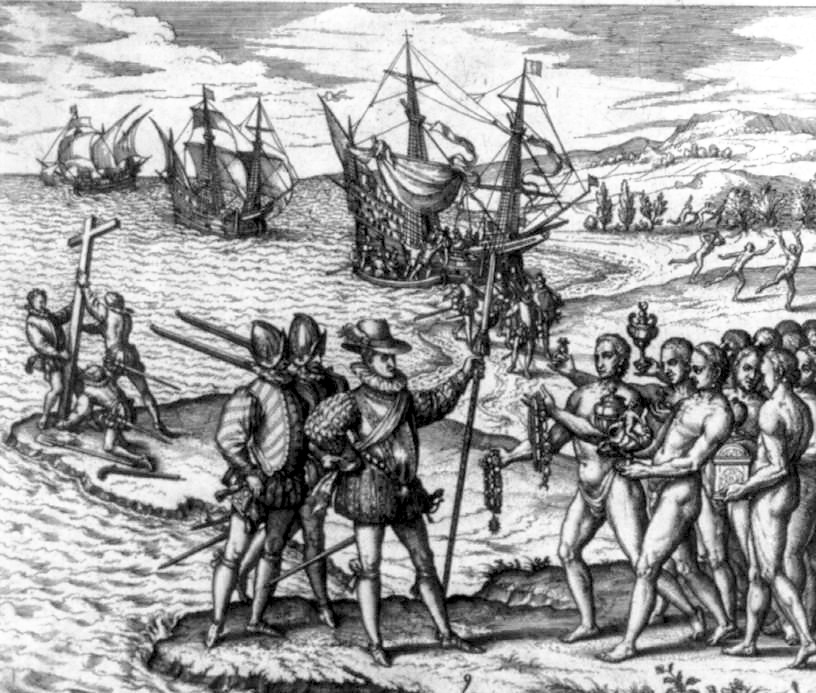
Theodor de Bry (1528–1598): Kolombuszt és kíséretét Hispaniola őslakosai köszöntik

Az eredeti lakosságot, az arawak indiánokat a harcias karibok irtották ki. Kolumbusz már az első útján, 1492-ben felfedezte Hispaniola szigetét, sőt, az itt elsüllyedt egyik hajójának legénységét le is telepítette a szigeten, megalapítva ezzel az Újvilág első spanyol települését: La Navidad-ot a mai Cap-Haïtien közelében, Haiti északi partján.
Az európaiak fertőző betegségeket hurcoltak be. Ez a rossz bánásmóddal, a rossz táplálkozással és a születések számának drasztikus visszaesésével együtt megtizedelte a bennszülött lakosságot. Sok szerző ír az 1492 és 1513 között történt Hispaniolai népirtásról is. A spanyol kormányzók ezt követően megkezdték az afrikai rabszolgák behozatalát. Sok rabszolga bennszülöttekkel házasodott, utódaikat Haitiban marabou néven ismerik.
Hispaniola nyugati partján francia kalózok telepedtek le. Bertrand d'Ogeron  dohánytermesztésbe kezdett, példáját követve sok kalóz is telepessé vált. Ez a népesség 1660-ig nem ismerte el a spanyol király fennhatóságát, ami számos konfliktus forrása volt.

### Francia gyarmat
Bertrand d'Orgeron számos telepest vonzott Martinique-ból és Guadeloupe-ból, akik cukornád-ültetvényeket létesítettek. 1670 és 1690 között a dohánytermesztés volt a meghatározó; ebben az időszakban jelentősen csökkent a telepesek száma. A kalóztevékenység ismét megerősödött, rablóutakat szerveztek Mexikóba és a többi szigetre. Jean-Baptiste Colbert francia haditengerészeti miniszter legidősebb fia, Jean-Baptiste Colbert, Marquis de Seignelay szorította vissza őket. Ő rendelte el indigó és cukornádültetvények létesítését. 1685-ben létesítették az első cukorgyárat. 1697-ben Franciaország és Spanyolország a Ryswicki békében megállapodott a sziget kettéosztásáról. Franciaországé lett a nyugati harmad Saint-Domingue néven. Sok francia telepes érkezett, az ültetvényeken dolgoztak. 1713 és 1787 között 30 000 ember vándorolt be a sziget nyugati részére Bordeaux-ból. 1790-ben Saint-Domingue messze felülmúlta a sziget keleti részét gazdagságban és népességben. A cukor-, kávé- és indigótermesztés profitjából gyorsan a leggazdagabb újvilági francia gyarmat lett. Ezt a rabszolgasorba taszított feketék ezreinek munkája tette lehetővé. Az ő életüket a Fekete Törvénykönyv (Code Noire) szabályozta, amit Colbert dolgozott ki és XIV. Lajos szentesített.

### A francia forradalom
A francia forradalom híre nyugtalanságot váltott ki Saint-Domingue-ban és a többi nyugat-indiai francia gyarmaton . Legfontosabb esemény az 1793-as rabszolgalázadás volt, amelynek nyomán betiltották a rabszolgaságot. A döntést végrehajtották, a Konvent hat hónappal később kiterjesztette az összes karibi francia gyarmatra. Franciaország Saint-Domingue kormányzójává Toussaint Louverture-t nevezte ki, azzal a feladattal, hogy állítsa helyre a békét. Ő kiszorította a gyarmatra behatoló spanyolokat és angolokat. Felújította a kereskedelmet Nagy-Britanniával és az Amerikai Egyesült Államokkal.

### Függetlenség
Amikor Toussaint Louverture saját alkotmányt dolgozott ki, Bonaparte Napóleon 30 000 emberből álló expedíciós hadsereget küldött sógora, Charles Leclerc tábornok parancsnoksága alatt a sziget visszafoglalására. Leclerc legyőzte Louverture-t és visszaállította a rabszolgaságot. A franciák győzelmei, Toussaint Louverture elfogása és száműzése után egy bennszülött vezér, Jean-Jacques Dessalines legyőzte a franciákat a vertières-i csatában.
Miután megnyerték az egyenjogúságért és a függetlenségért folyó harcot, a korábbi rabszolgák kikiáltották Saint-Domingue függetlenségét 1804. január 1-jén Haiti néven. Haiti volt az első ország a világon, ahol betiltották a rabszolgatartást. Jean-Jacques Dessalines-t csapatai élete végéig kormányzóvá kiáltották ki. Ő száműzte az addig helyben maradt fehéreket és despotaként uralkodott. 1806. október 17-én gyilkolták meg. Ekkor az ország megosztódott Henri Christophe északi királysága és Alexandre Pétion déli köztársasága között. Amikor Jean Pierre Boyer lett a köztársasági elnök, egyesítette a két részt és meghódította a sziget keleti felét.
1825 júliusában X. Károly francia király 14 hajóból álló flottát és csapatokat küldött a sziget visszafoglalására. Függetlenségének megóvására Boyer elnök megállapodott a franciákkal, hogy Franciaország elismeri Haiti függetlenségét, cserében Haiti 150 millió frankot fizet Franciaországnak (ezt az összeget 1838-ban 90 millió frankra csökkentették).
Jean Pierre Boyer távoztát államcsínyek hosszú sora követte. Az ő tekintélyét nem örökölték a hadsereg vetélkedő frakciói, a mulatt és a fekete elit, és a kereskedő osztály, amelyben számos bevándorló volt: németek, amerikaiak, franciák és angolok. Az ország elszegényedett. Kevés államfőt foglalkoztatott fejlődése. Az elnöki hatalom lehanyatlott, az utódjelöltek fegyveres lázadásokat robbantottak ki. A XX. század elejére az országban állandósultak a felkelések.

### 20. század

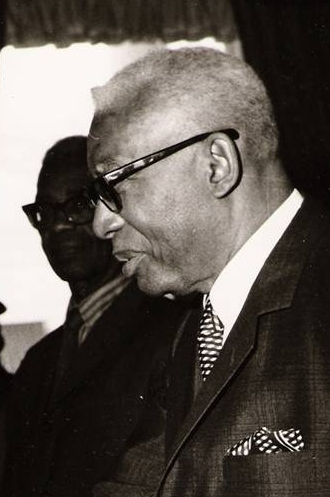
„Papa Doc” Duvalier (1968)

Az országot 1915-ben megszállta az USA, és 1934-ig tartotta uralma alatt. 1926-ban a Gonâve szigeten Faustin Edmond Wirkus amerikai őrmester királlyá nevezte ki magát és 3 évig uralkodott a sziget felett. Az 1950-es katonai puccsot és felkeléseket követően François Duvaliert („Papa Doc”) választották elnökké, aki az országban diktatúrát épített fel, és 1964-ben örökös elnöknek nyilvánította magát. Diktatúrája körülbelül 30 000 áldozatot követelt. Halála (1971) után fia, Jean-Claude („Baby Doc”) vette át az ország irányítását, de őt a nép egy felkelés alkalmával, 1986-ban elűzte az országból.
1988 februárjában általános választásokat tartottak, amelyet a Duvalier-klán korábbi titkosrendőrei, a „tonton macout”-ok gyilkosságokkal és merényletekkel igyekeztek megzavarni. A választáson Leslie Manigat professzor győzött, de őt júniusban Henri Namphy tábornok puccsal megdöntötte. Zűrzavaros időszak következett: Namphyt szeptembertől Prosper Avril, majd Hérard Abraham tábornok, őt egy hölgy, Ertha Pascal-Trouillot követte rövid ideig az elnöki székben.
Az első szabadon választott elnök, Jean-Bertrand Aristide 1991 februárjában foglalhatta el a hivatalát, de őt már szeptemberben katonai puccsal megdöntötték. Polgárháború következett. Aristide elnököt az Egyesült Államok (Clinton elnök) 1994-ben katonai erővel visszahelyezte hivatalába, ahol 1996-ig kitölthette elnöki ciklusát. Utódjának, René Préval mezőgazdasági szakembernek elnökségét súlyos belső zavargások jellemezték. Az ENSZ amerikai csapatokat küldött a rend helyreállítására. A 2000-ben kiírt választásokon a korábbi elnököt, Jean-Bertrand Aristide-et választották újra, de néhány hónap múlva tömegtüntetések törtek ki ellene.

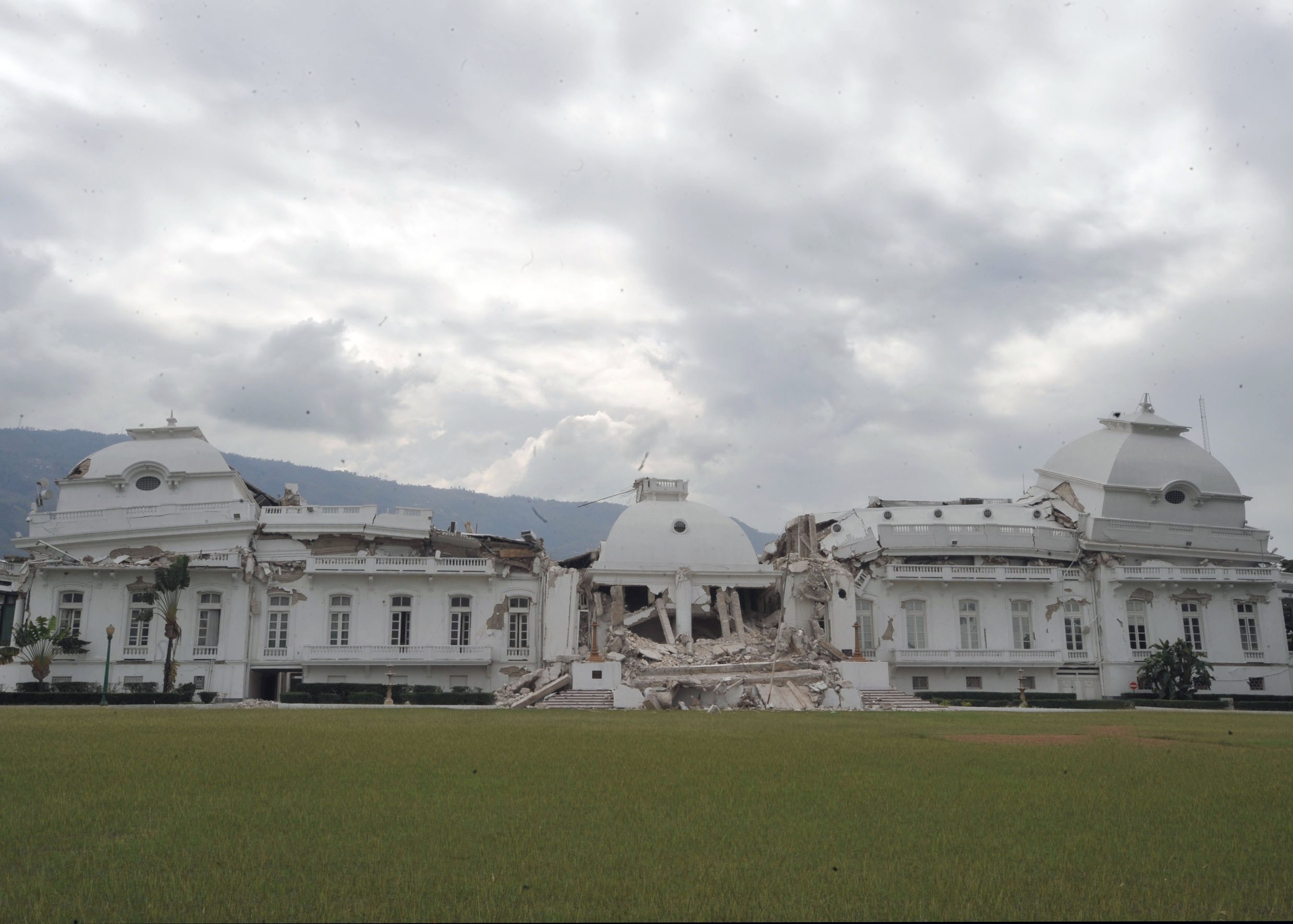
Az elnöki palota a 2010-es földrengés után

### 21. század
Aristide elnököt 2004. február 29-én amerikai katonák mentették ki az országból, utódja Boniface Alexandre lett, akit a 2006-os elnökválasztáson ismét René Préval váltott. Azóta is nehezen tekinthető át a helyzet. Az Egyesült Nemzetek Szervezete Haiti Stabilizációs Missziója 2004 és 2017 között volt jelen az országban.
Az országot súlyosan érintette a 2010-es haiti földrengés, amely a több mint 300 000 halálos áldozat mellett a főváros nagyobb részét is romba döntötte.
2010-ben „Baby Doc” visszatért Franciaországból, ahol nem kapott menedékjogot. Többször megkísérelték bíróság elé állítani, de sikertelenül, 2014-ben szabad emberként hunyt el.
2016 októberében a Matthew hurrikán, amely a 2010-es évek egyik legádázabb karibi ciklona volt, újabb humanitárius vészhelyzetet idézett elő. Becslések szerint 2,1 millió embert érintett és jelentős károkat okozott az épületekben, a növényzetben.
2021-ben meggyilkolták az ország elnökét, Jovenel Moïset.

## Államszervezet és közigazgatás

### Alkotmány, államforma
Haiti politikai rendszerének jelenlegi formáját az 1987. március 29-i alkotmány írja elő.
Haiti többpárti, félelnöki rendszerű köztársaság, ahol az elnököt közvetlenül a nép választja.

### Törvényhozás, végrehajtás, igazságszolgáltatás
A kormány vezetője a miniszterelnök. Őt az elnök nevezi ki a Nemzetgyűlés többségi pártjából. A végrehajtó hatalmat az elnök és a miniszterelnök együttesen gyakorolja.
A törvényhozó hatalmat a kormány és a kétkamarás Nemzetgyűlés együttesen gyakorolja. A kormányzat központosított, a megyékben a központi kormány delegáltjainak alkotmány szerint nincs szükségük egyetértésre.

### Közigazgatási beosztás
Az ország 10 megyére oszlik, melyek a következők:
- Artibonite
- Centre
- Grand'Anse
- Nippes
- Nord
- Nord-Est
- Nord-Ouest
- Ouest
- Sud
- Sud-Est

### Politikai pártok

#### Miniszterelnökök
| Martial Célestin                 | 1988. február – 1988. június 20.                  |
| René Garcia Préval               | 1991. február 13. – október 11.                   |
| Jean-Jacques Honorat (helyettes) | 1991. október 1. – 1992. június 19.               |
| Marc Louis Bazin (helyettes)     | 1992. június 19. – 1993. június 8.                |
| Robert Malval                    | 1993. szeptember 2. – 1994. október 8.            |
| Smarck Michel                    | 1994. november 8. – 1995. október 16.             |
| Claudette Werleigh               | 1995. november 7. – 1996. február 7.              |
| Rosny Smarth                     | 1996. február 27. – 1997. június 9.               |
| Jacques-Edouard Alexis           | 1999. március 26. – 2001. február 7.              |
| Jean Marie Chérestal             | 2001. március 2. – 2002. január 21.               |
| Yvon Neptune                     | 2002. március 14. – 2004. március 9.              |
| Gérard Latortue                  | 2004. március 9. – 2006. május 17.                |
| Jacques-Edouard Alexis           | 2006. május 17. – 2008. szeptember 5.             |
| Michèle Pierre-Louis             | 2008. szeptember 5. – 2009. november 11.          |
| Jean-Max Bellerive               | 2009. november 11. – 2011. október 18.            |
| Garry Conille                    | 2011. október 18. – 2012. május 16.               |
| Laurent Lamothe                  | 2012. május 16. – 2014. december 20.              |
| Florence Duperval Guillaume      | 2014. december 20. – 2015. január 16. (helyettes) |
| Evans Paul                       | 2015. január 16. – 2016. február 26.              |
| Fritz Jean                       | 2016. február 26. – március 28.                   |
| Enex Jean-Charles                | 2016. március 28. – 2017. március 21.             |
| Jack Guy Lafontant               | 2017. március 21. – 2018. szeptember 17.          |
| Jean-Henry Céant                 | 2018. szeptember 17. – 2019. március 21.          |

## Népesség

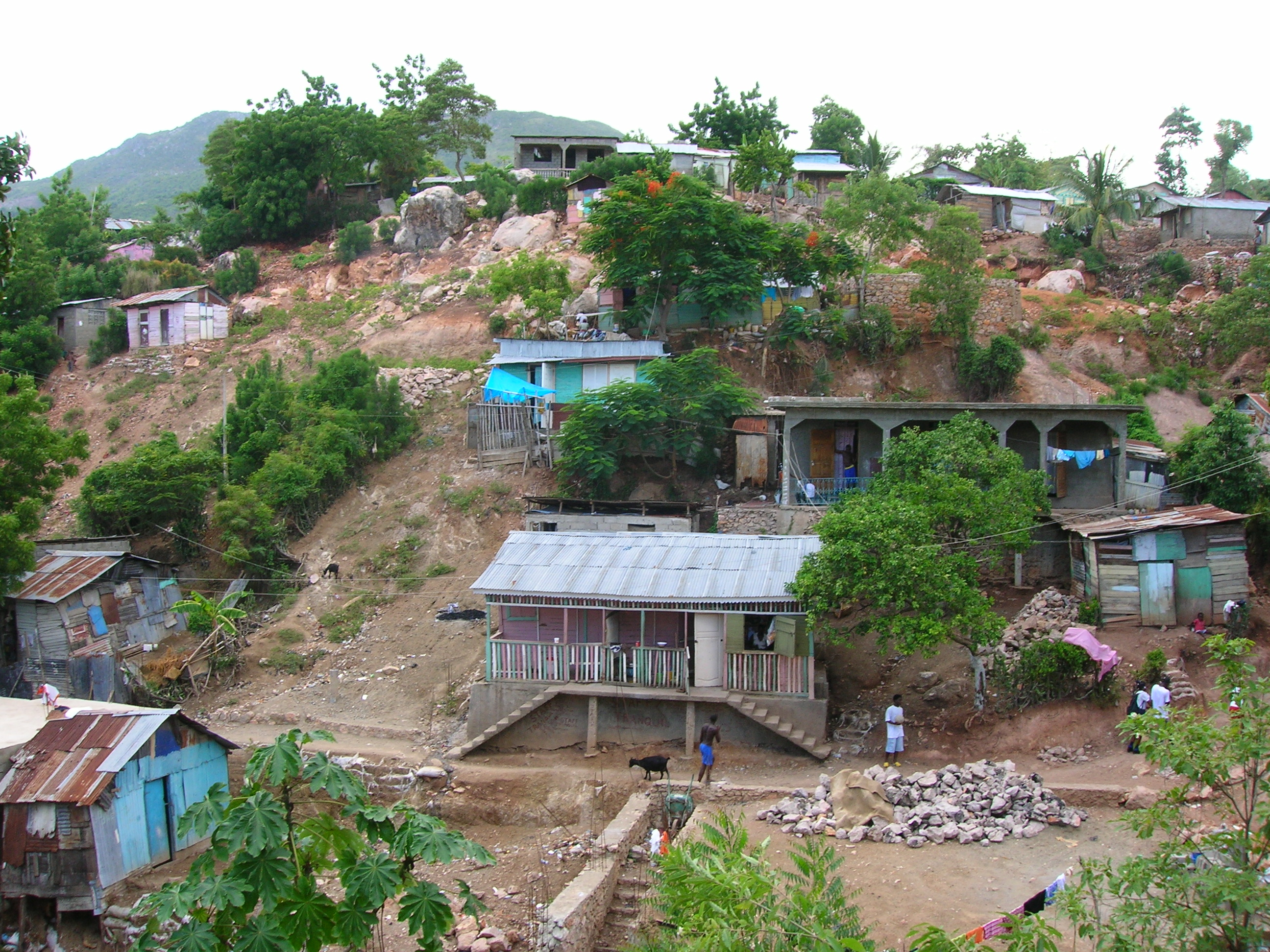
Vidéki házak

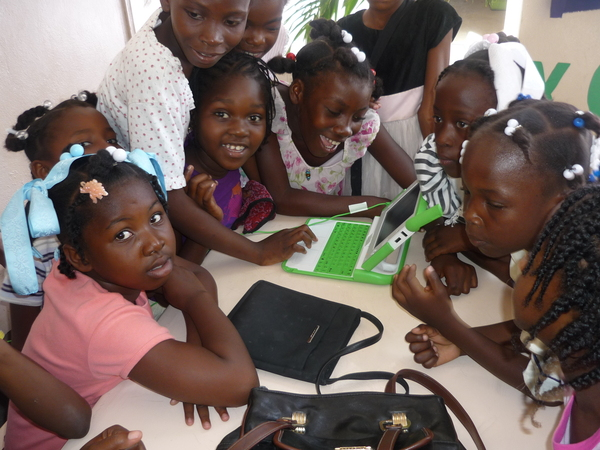
Iskoláslányok

### Általános adatok
Az ország népessége mintegy 11,5 millió, amelynek kb. 58%-a él városokban (2021). 2020 táján a nyugati félteke legszegényebb országa, ahol a lakosság közel 60% -a él a nemzeti szegénységi küszöb alatt. A gazdagok és a túlnyomó többséget alkotó szegények között hatalmas az ellentét.
2021-ben a születéskor várható élettartam: 65,6 év.
2016-ban a 15 évesnél idősebbek 61,7%-a tudott írni és olvasni.

### Népességének változása
| Lakosok száma | 960 000 | 4 190 472 | 4 713 134 | 5 344 538 | 6 100 718 | 6 965 413 | 7 838 241 | 8 859 635 | 9 638 255 | 10 981 229 |
|               | 1887    | 1964      | 1970      | 1977      | 1983      | 1989      | 1995      | 2002      | 2008      | 2017       |

### Etnikai összetétel
Hivatalosan a lakosság 60%-a fekete, 35%-a mulatt és fehér, 5%-a pedig egyéb népcsoport tagja. Utóbbiak a taínók és arawakok (4%), kisebb számban kínaiak, indiaiak (1%).
Amint az már egy 2008-as statisztikában is megjelenik, a lakosság döntő többsége (kb. 95%-a) valójában fekete, az afrikai rabszolgák leszármazottai. Ezt mutatták ki a genealógiai DNS-vizsgálatok is.
A korábban mért alacsonyabb arány oka, hogy sok fekete mulattnak vallotta magát, mert még a mai napig is a mulattok az uralkodó népcsoport az országban. A valamivel világosabb bőrű mulattok a fehérekkel együtt teszik ki a maradék 5%-ot. A mulattok az afrikaiak és európaiak keverékei, külsőleg a negrid jelleg a domináns megjelenésükben. A fehérek (európaiak) mind a francia gyarmatosítók utódai, illetve bevándorlók. Arányuk egyre csökken, a lakosságnak már csak 0,6°%-a fehér. Lassan a fehérek teljesen beleolvadnak a mulatt etnikumba.

### Nyelvi összetétel
„Az ország hivatalos nyelvei a francia és a haiti kreol.
A francia a sajtó fő nyelve, a legtöbb iskola oktatási nyelve és főleg az üzleti szférában használják. A lakosság kb. 42%-a beszéli.
A haiti kreol egy francia-alapú kreol nyelv, amelyet világszerte 10–12 millió ember beszél, és a haiti lakosság többségének anyanyelve.

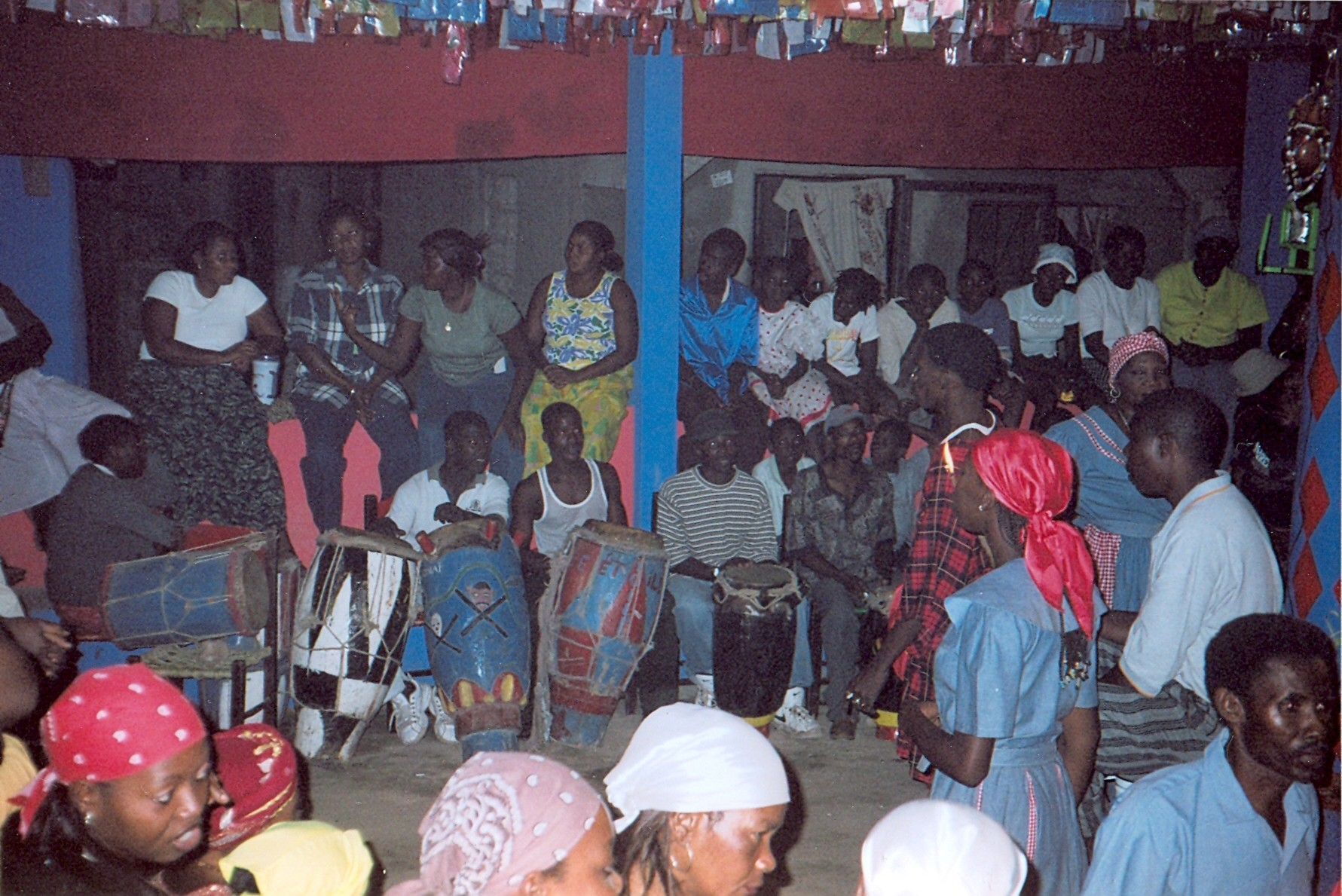
Vudu szertartás

### Vallás
Haitin a leggyakoribb vallások a római katolicizmus, a pünkösdi-karizmatikus, a baptista és adventista vallások. Az államvallás a római katolicizmus , amelyet a lakosság 55–60% -a vall magáénak. A lakosság 30–35% -a gyakorolja a protestantizmust, azon belül is főleg a pünkösdizmust, amely az 1970-es években jelent meg Haitin.
Az emberek csaknem 99% -a állítja, hogy legalább egy vallást gyakorol, és egy részük gyakorolja a vudut is, egy másik vallással együtt.
A vudu hívei leginkább kereszténynek, főleg római katolikusnak mondják magukat, ezért híveik pontos számát nehéz megmondani.
A katolikusok és protestánsok nagy része ördögi istentiszteletnek vallja a vudut, de nem tagadják a kultuszban működő szellemek erejét. Ehelyett ellenfélnek tekintik, amely „ gonosz” és „sátáni” eredetű, és arra buzdítják a követőit, hogy inkább imádkozzanak.
A lakosság egy elenyésző része az iszlám, a bahá'í hit, a judaizmus vagy a buddhizmus követője.

### Diaszpórák
Becslések szerint közel 900 ezer haiti származású él az Egyesült Államokban, 800 ezer a Dominikai Köztársaságban, 300 ezer Kubában, 100 ezer  Kanadában, 80 ezer Franciaországban, és 80 ezer a Bahamákon. Számos más országban is vannak kisebb haiti közösségek, köztük Chilében, Svájcban, Japánban és Ausztráliában.

## Gazdasága

### Általános adatok
Haiti a legszegényebb ország Amerikában, amelynek fő oka a korrupció, a politikai instabilitás, a gyenge infrastruktúra, az egészségügyi ellátás és az oktatás hiánya. A munkanélküliség magas, a 2010-es években a munkaerő több mint kétharmada nem rendelkezik hivatalos állással. Sok haiti lakos emigrációra törekszik vagy már meg is tette azt.
A 2010-es évek végén a lakosság kétötöde a mezőgazdasági szektortól függ, elsősorban a kisüzemi önellátó gazdálkodástól, amely kiszolgáltatott a gyakori természeti katasztrófáknak.
Az egy főre jutó reál GDP 2019-ben: 2905 USD.

### Gazdasági ágazatok

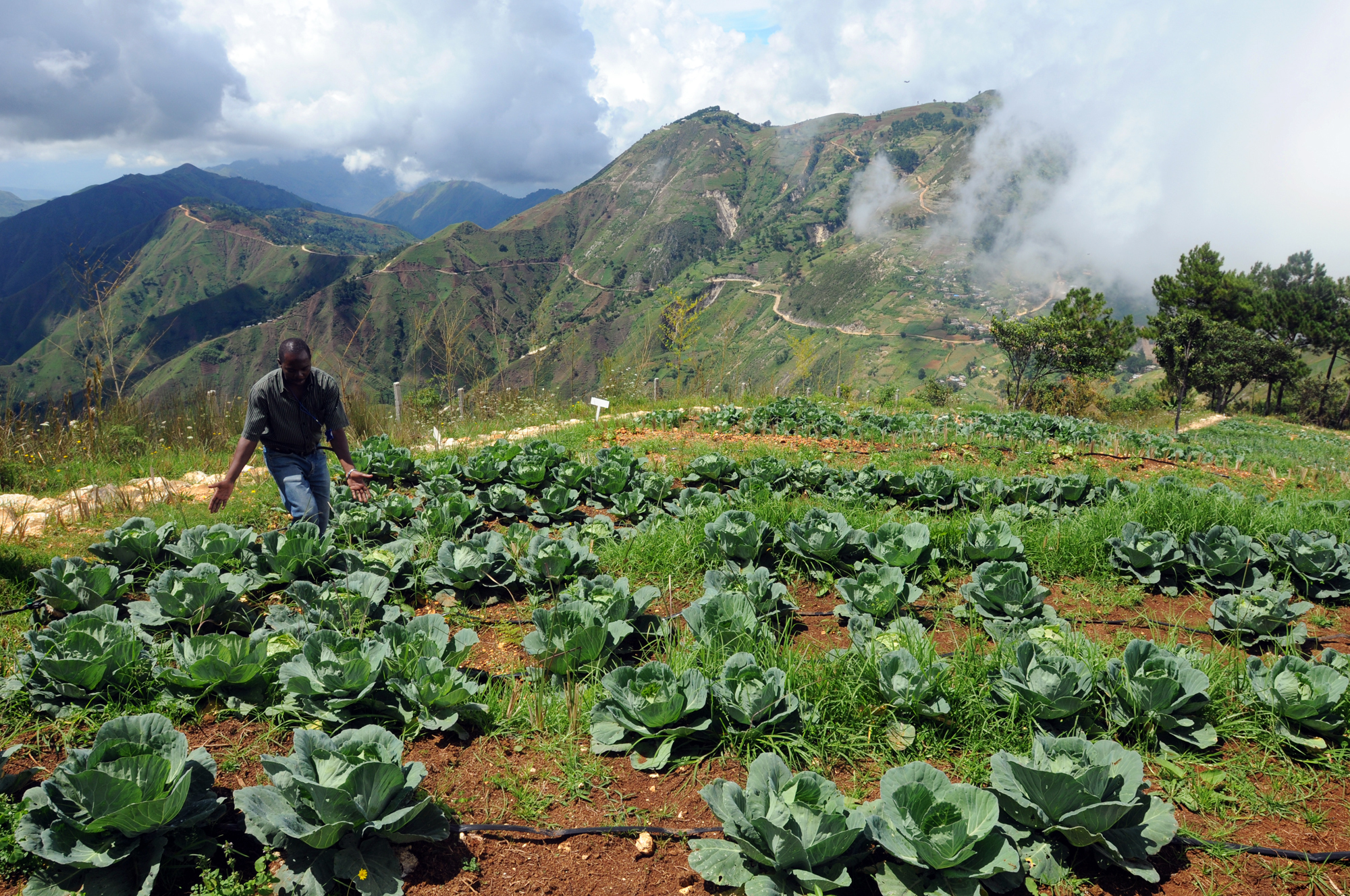
Zöldségfarm

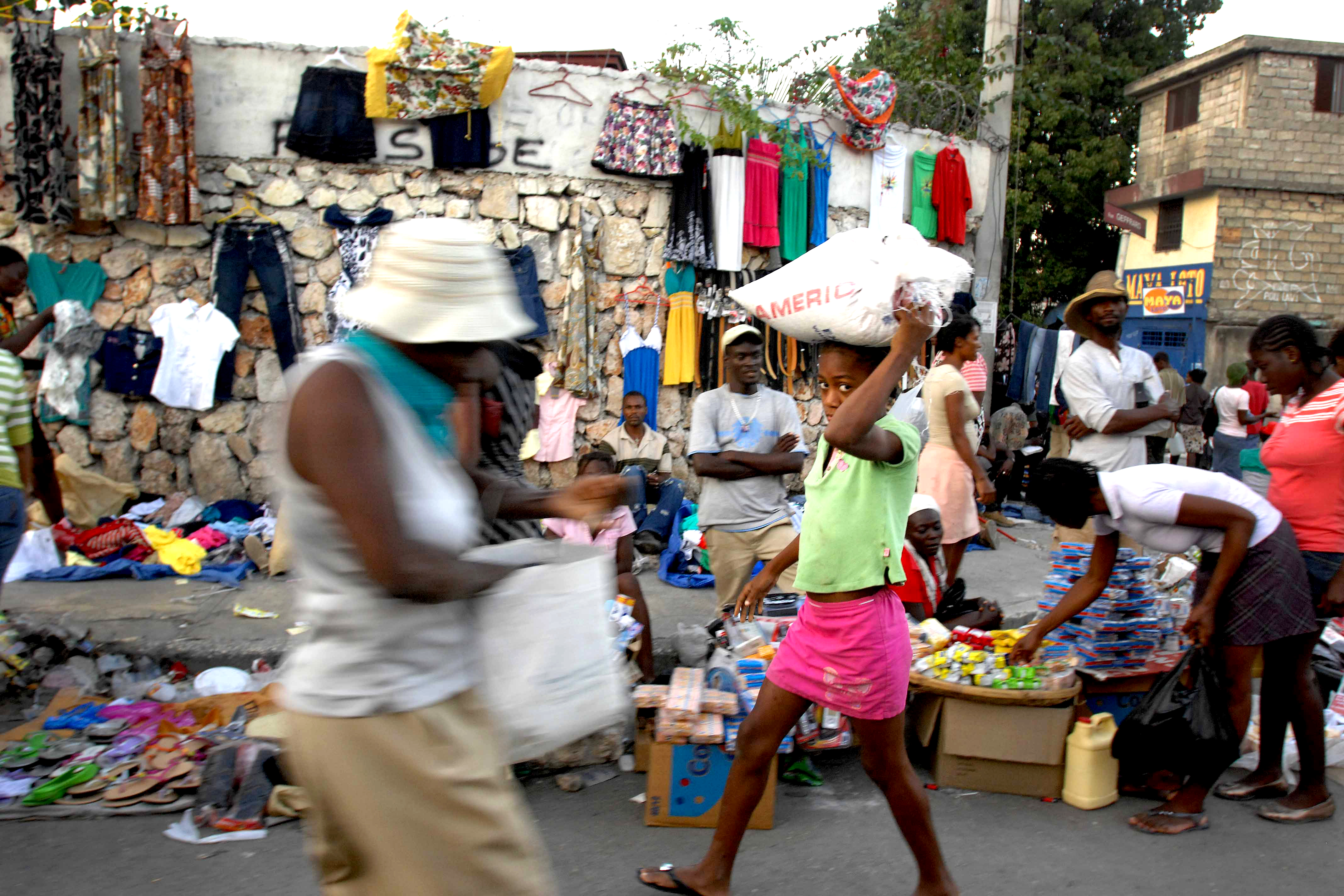
Piackép a fővárosban

#### Mezőgazdaság
Az elmaradott mezőgazdaság néhány termékének (kávé, cukornád, banán, kakaó) eladhatóságán múlik az ország bevétele.
A mezőgazdaság fő terménye és a legfontosabb exportcikke a kávé.

#### Ipar
Ipara fejletlen, bár az olcsó munkaerő egyre több, főként amerikai befektetőt vonz a térségbe.
A beruházásokat akadályozza az üzleti tevékenység nehézsége, a képzett munkaerő hiánya és a gyenge infrastruktúra, ideértve az villamos áramhoz való hozzáférést.
Főbb iparágak: ruházati- és textilipar, cukorfinomítás, cementgyártás, összeszerelés importált alkatrészek felhasználásával.
Ásványkincsei (bauxit, rézérc) többnyire kiaknázatlanok.

#### Külkereskedelem
A kávé exportja a 20. század végén gyorsan csökkent, ma az export nagy részét ruházati termékek teszik ki. A ruházati ágazat exportja 2016-ban elérte kb. a 850 millió dollárt, és a haiti export több mint 90%-át és a GDP több mint 10% -át teszi ki.
- Exporttermékek: ruházat, kisebb mértékben ipari termékek, kávé, olajok, kakaó.
- Importtermékek: élelmiszerek, feldolgozott ipari termékek, műszaki felszerelések és járművek, üzemanyag, nyersanyagok.

A külkereskedelem nagy része az Egyesült Államokkal folyik. Haitin jelentős éves kereskedelmi hiány áll fenn.
Fő partnerek 2019-ben:
- Export: Egyesült Államok 81%, Kanada 7%
- Import: Egyesült Államok 39%, Kína 22%, Törökország 5%

## Közlekedés

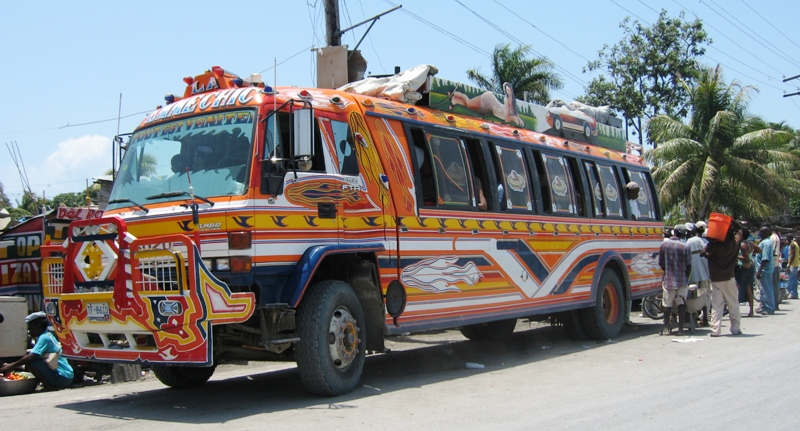
A „tap-tap” busz a tömegközlekedés egyik fajtája

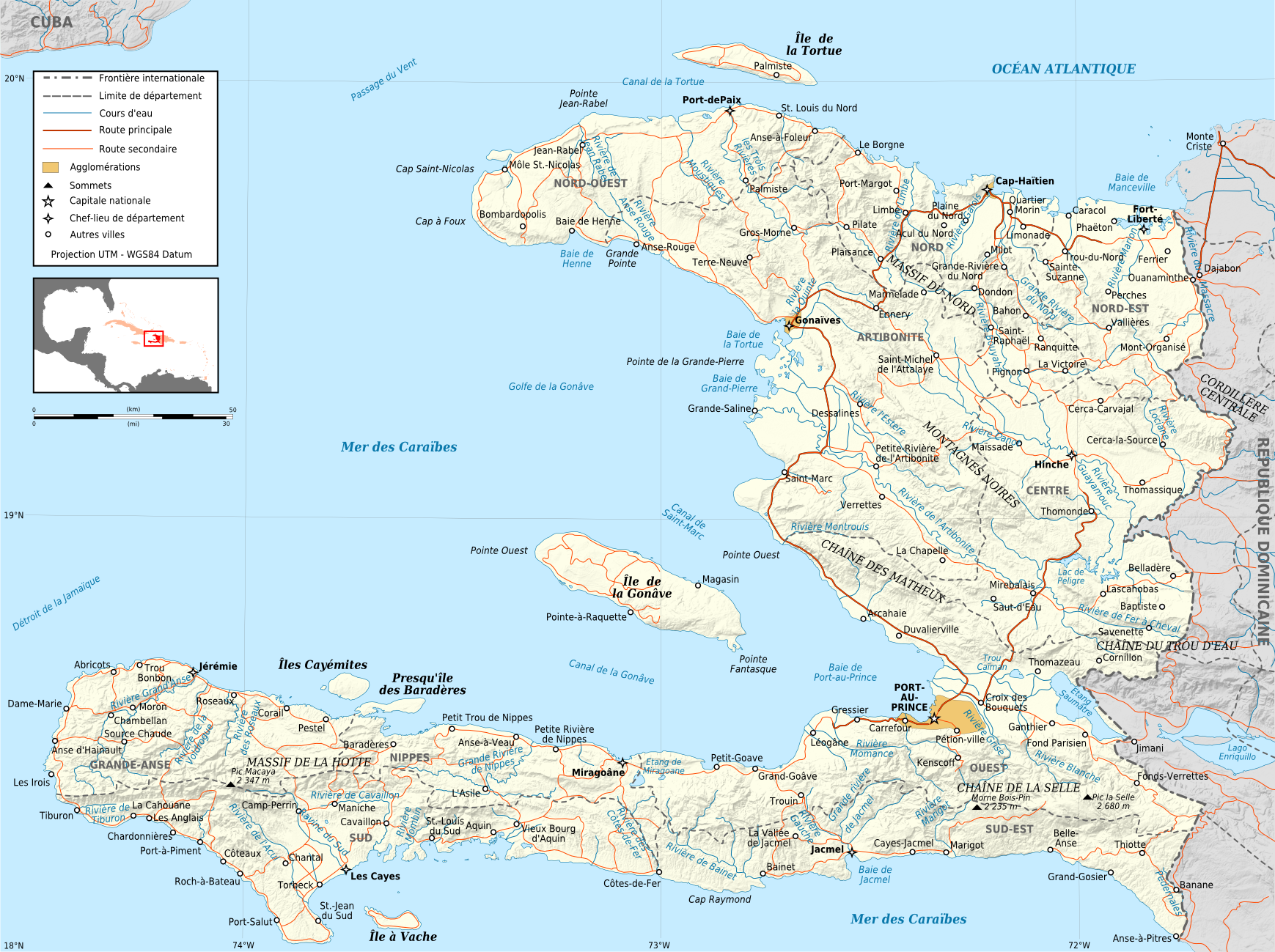
Főbb utak és települések

Az ország fejletlen közlekedése a 40 km hosszú vasútvonalból, a 4160 km hosszú közúthálózatból, a 2 repülőtérből és 9 kikötőből áll.

### Közút
Két főútvonala van, amelyek az ország egyik végétől a másikig vezetnek. A mellékútvonalak általában gyenge minőségűek, sokuk kátyús és esős időben járhatatlanná válnak. A vidéki lakosság gyalogosan, kerékpárral, busszal (Haitin „tap-tap” néven ismert) vagy szamárral jár. Ez utóbbit általában áruszállításra is használják.

### Vízi
A két fő tengeri kikötő Cap-Haïtien-ben és Port-au-Prince-ben található; az utóbbi kikötő kezeli Haiti külkereskedelmének nagy részét.

### Légi
Két nemzetközi repülőtere van, az egyik a Port-au-Prince-i, a másik pedig a Cap-Haïtien mellett található.

## Telekommunikáció
| Hívójel prefix | HH, 4V |
| ITU zóna       | 11     |
| CQ zóna        | 8      |

## Kultúra
Port-au-Prince, Haiti kulturális és szellemi életének központja, a Nemzeti Könyvtár (1940-ben alapított), valamint a főbb múzeumok és szórakoztató létesítmények helyszíne. Haiti kultúrája azonban leginkább a fesztiválokon fejeződik ki. A farsangot hamvazószerda előtt februárban ünneplik, akárcsak a világ minden táján, de egyedülállóan haiti módon. A húsvét előtt megrendezésre kerülő Rara  fesztivál nagyrészt olyan felvonulásokból áll, amelyekben hagyományos, gyakran házi készítésű, bennszülött hangszereken, például hengeres bambusz fúvósokon, dobokon csörgőkkel játszanak, de modern hangszereket, például trombitákat és harsonákat is használnak. A dalok általában gyakran erősen politikai jellegűek, általában a szegénység és az elnyomás ellen tiltakoznak. Ezeken a fesztiválokon a zene a vudu-alapú ritmusok és a rock and roll kombinációja. A tánc is általában vudu - azaz vad és kissé hipnotikus.

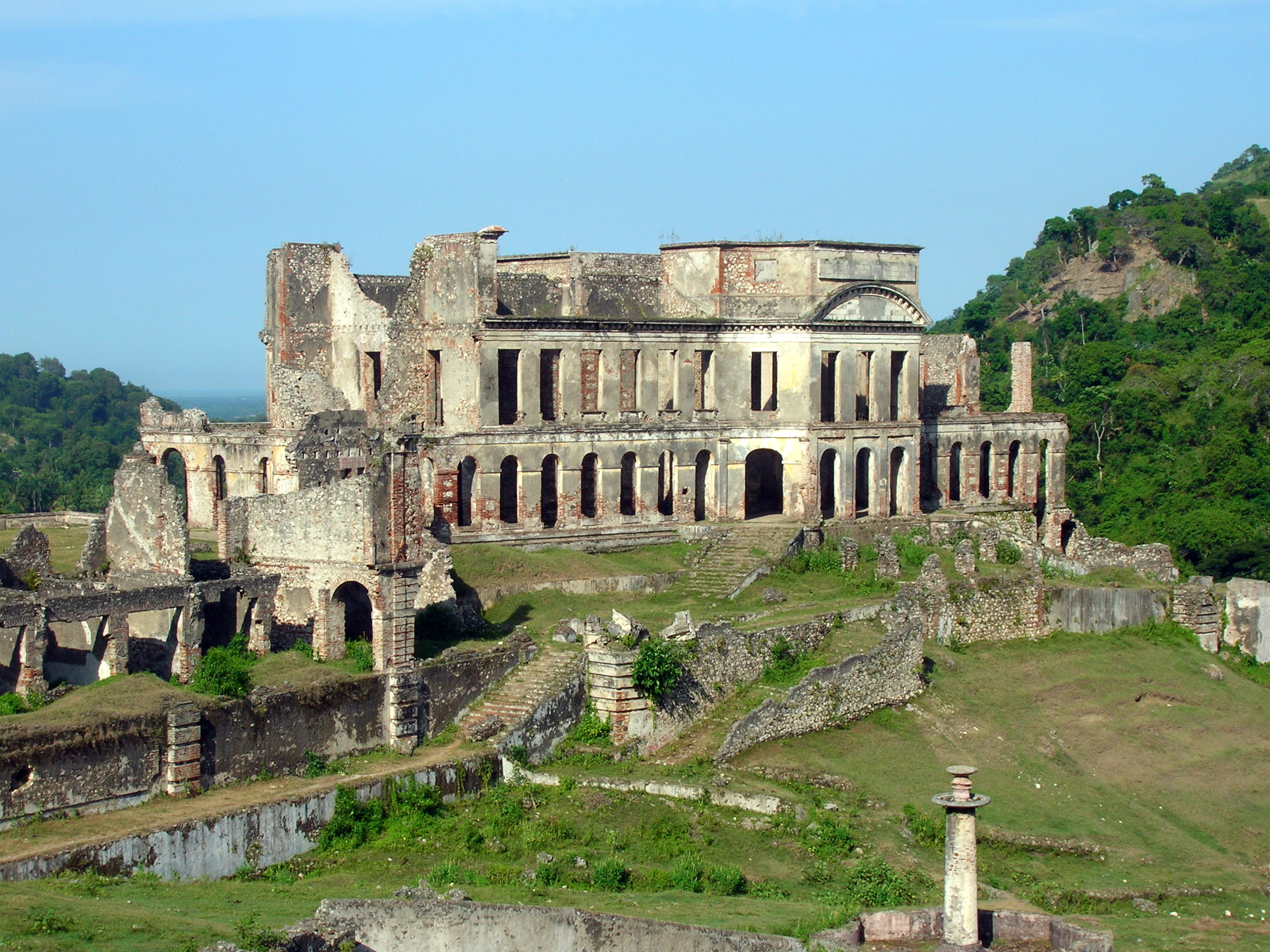
Sans-Souci kastélya

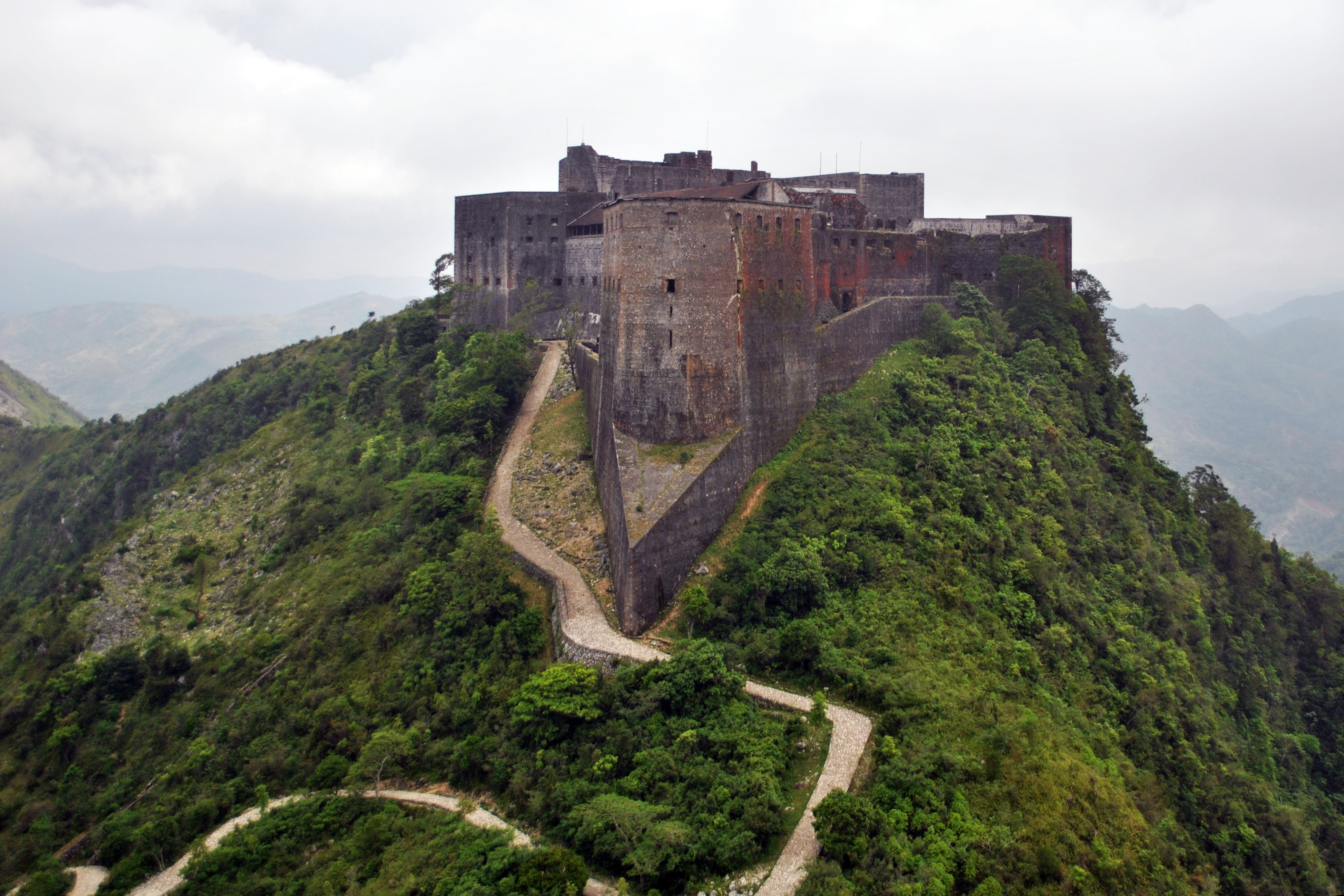
Laferrière citadella

### Világörökség
Az UNESCO által számon tartott kulturális világörökség része a Történelmi Nemzeti Park, a független Haiti korai időszakának emlékei: citadella, Sans Souci kastélya és Ramiers romjai.

### Oktatási rendszer
Az ország egyik legrégebbi és legismertebb egyeteme az 1820-ban alapított Université d'État d'Haïti.

### Művészetek
- Építészet
- Képzőművészetek
- Irodalom

Haitin, Port-au-Prince-ben született és nevelkedett Edwidge Danticat, az azóta Amerikában élő írónő, akinek The Farming of Bones c. regénye magyarul is megjelent 2000-ben Vér és cukornád címmel.
- Filmművészet
- Zene
  - Wyclef Jean haiti származású előadóművész, producer, zenész, MC. A 90-es években a Fugees révén vált híressé, később szólókarrierbe kezdett. Stílusok: hiphop, soul, caribian music.

## Ünnepek
| dátum   | név                                      | helyi név (francia)                                                 | megjegyzés                                                                                 |
| ------- | ---------------------------------------- | ------------------------------------------------------------------- | ------------------------------------------------------------------------------------------ |
| Jan 1.  | Újév és függetlenség napja               | Nouvel an / Jour de l'an / Premier de l'a et Jour de l'Indépendance | 1804-es függetlenség                                                                       |
| Jan 2.  | Az ősök napja                            | Jour des Aieux                                                      | Megemlékezik azokról az ősökről és más szerettekről, akik meghaltak a szabadságért küzdve. |
| Jan 6.  | Vízkereszt                               | Le Jour des Rois                                                    |                                                                                            |
| Jan 12  | Az emlékezés napja                       | Jour De Remembrance                                                 | Emlékezés a 2010. januári földrengések áldozataira.                                        |
| változó | Haiti karnevál / Mardi Gras              | Carnaval / Mardi Gras                                               | Húshagyókedd                                                                               |
| Máj 1.  | A munka ünnepe                           | Fête du Travail / Fête des Travailleurs                             |                                                                                            |
| Máj 18. | Haiti zászló napja és az egyetemek napja | Jour du Drapeau et de l'Université                                  | Ünnepli az oktatási rendszerét és megemlékezik a zászló létrehozásáról.                    |
| Aug 15. | Mária mennybemenetele                    | L'Assomption de Marie                                               | Katolikus ünnep                                                                            |
| Okt 17. | Dessalin-nap                             | Anniversaire de la mort de Dessalines                               | Megemlékezik Jean-Jacques Dessalines, a forradalmár haláláról.                             |
| Nov 1.  | Mindenszentek                            | La Toussaint                                                        |                                                                                            |
| Nov 2.  | Halottak napja                           | Jour des Morts                                                      |                                                                                            |
| Nov 18. | Vertières-i csata napja                  | Vertières                                                           | Megemlékezik a franciák győzelméről a vertièresi csatában 1803-ban.                        |
| Dec 5.  | Felfedezés napja                         | Découverte d'Haïti                                                  | Kolombusz 1492-ben Hispaniolán történt partraszállására emlékezés.                         |
| Dec 25. | Karácsony                                | Noël                                                                | Jézus születésének ünnepe                                                                  |

Ezeken kívül még más katolikus ünnepek is munkaszüneti napok (húsvét, pünkösd).

## Turizmus
Javasolt oltás Haitire utazóknak:
- Hastífusz

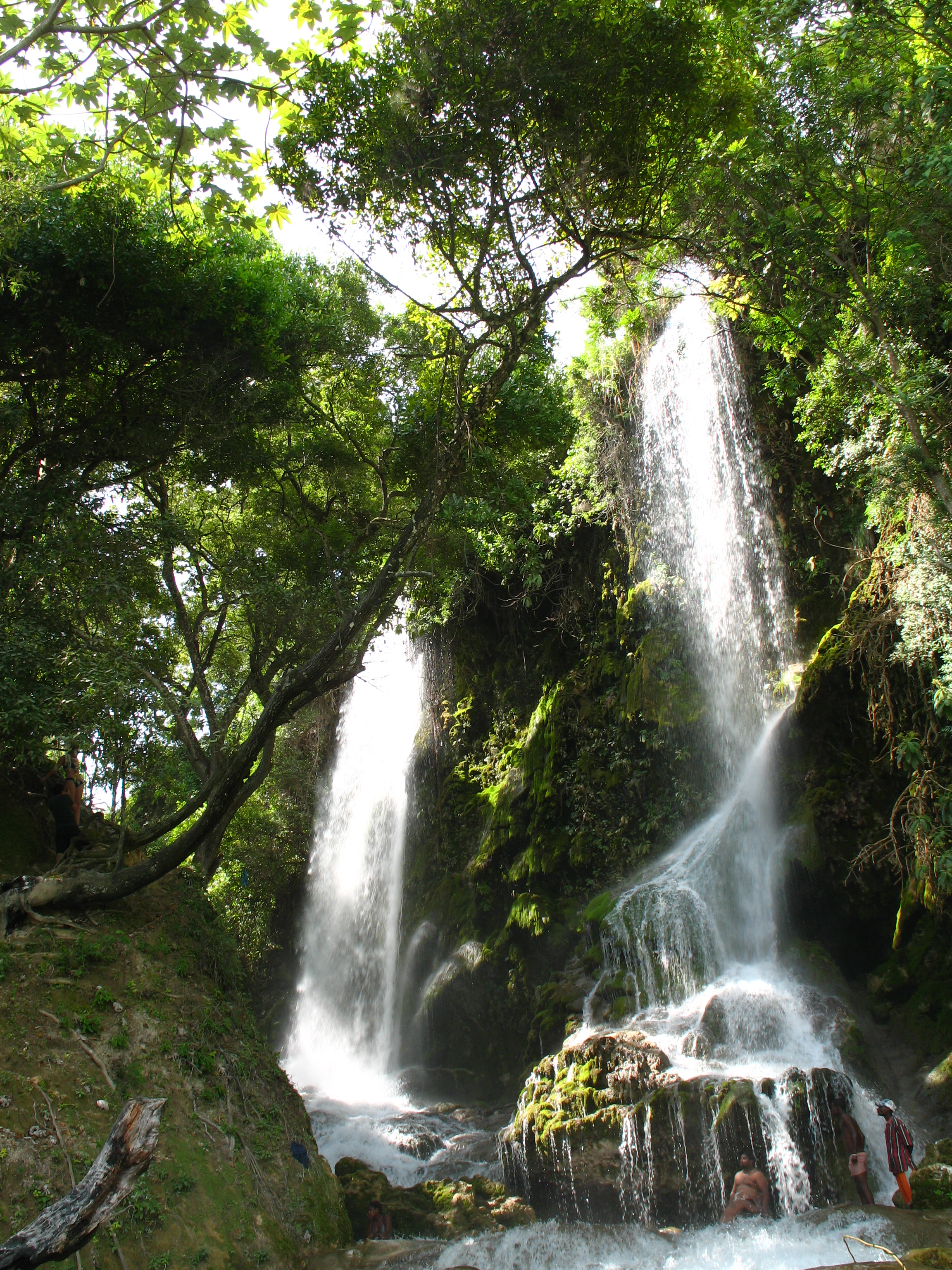
A Saut-d'Eau-vízesés. A vallási fesztiválok helyszíne

- Hepatitis A (magas a fertőzésveszély)
- Hepatitis B (közepes a fertőzésveszély)

Malária ellen gyógyszer van (ritkán esik meg a betegség ebben az országban).
Javasolt oltás bizonyos területekre utazóknak:
- Veszettség

Kötelező oltás, ha fertőzött országból érkezik/országon át utazik valaki:
- Sárgaláz

## Sport

### Labdarúgás
A futball jelentős tömegeket vonz a Port-au-Prince-i mérkőzésekhez. 1974-ben Haiti lett az első karibi ország, amely kvalifikálta magát világbajnokságra, és néhány haiti futballista, például Joe Gaetjens az Egyesült Államok és Európa csapataiban játszott.
A Haiti labdarúgó-válogatott több kisebb kupán ért el dobogós helyezést.
- Bővebben: Haiti labdarúgó-válogatott

### Olimpia
Az ország eddig nem szerzett aranyérmet az olimpiai játékok során. De egy ezüst (atlétika) és egy bronz (sportlövészet) érmük van már.
- Bővebben: Haiti az olimpiai játékokon